# Tribunal spécial irakien
Le Tribunal spécial irakien (TSI) est un tribunal d'exception qui a pour mission de juger les crimes de génocide, contre l'humanité et de guerre des membres les plus importants du parti Baas irakien, et notamment de Saddam Hussein.
Ses membres ont été choisis trois jours avant l'arrestation du chef d'État irakien. Il n'est compétent que pour les crimes commis entre le 17 juillet 1968 et le 1er mai 2003. Il est présidé par le juge en en chef Rizgar Mohammed Amin.

## Histoire
Le TSI est mis en place par l'Autorité provisoire de la coalition et est approuvé par le Gouvernement intérimaire irakien.
Ses statuts, définitifs le 10 décembre 2003, mêlent du droit américain (procédure accusatoire) et du droit égyptien (inspiré du droit pénal français, inquisitoire). En cas d'insuffisance de ces statuts, il est prévu de recourir au code de procédure pénale irakien de 1971.
Il reprend la procédure anglo-saxonne de notification de charge à l'accusé (celle de Saddam Hussein a été télévisée), mais ne permet pas aux avocats de celui-ci de rencontrer leurs clients.

## Jugements
- Saddam Hussein : Ancien président de l'Iraq, condamné à mort, et pendu en décembre 2006
- Barzan Al-Tikriti : demi-frère de Hussein et ancien chef du renseignement, condamné à mort et pendu en février 2007
- Awad Hamed al-Bandar : juge en chef irakien sous la présidence de Saddam Hussein, condamné à mort
- Ali Hassan al-Majid : ancien politicien et chimiste, condamné à mort et pendu en janvier 2010
- Abid Hamid Mahmud : ancien commandant, condamné à mort et pendu en juin 2012
- Tarek Aziz : condamné à mort, (sentence non appliquée).
- Hussein Rashid al-Tikriti : ministre de la guerre, condamné à mort, (sentence non appliquée)
- Abdel Aziz al-Douri : militaire, emprisonnement à perpétuité
- Muzahim Sa'b Hassan al-Tikriti : responsable local du parti Baas (acquitté le 5 novembre 2006).
- Taha Yassine Ramadan, ancien vice-président (exécuté par pendaison le 20 mars 2007)
- Awad Ahmed al-Bandar, adjoint du chef de cabinet de Saddam Hussein (exécuté par pendaison le 15 janvier 2007) ;
- Abdallah Kadhem Roueid, responsable local du parti Baas (condamné à 15 ans de prison le 5 novembre 2006) ;
- Mezhar Abdallah Roueid, responsable local du parti Baas (condamné à 15 ans de prison le 5 novembre 2006) ;
- Ali Daeh Ali, responsable local du parti Baas (condamné à 15 ans de prison le 5 novembre 2006) ;
- Mohammed Azzam al-Ali, responsable local du parti Baas (acquitté le 5 novembre 2006).